# Festival international du film de Karlovy Vary 2019
Le Festival international du film de Karlovy Vary 2019, 54e édition du festival, se déroule du 28 juin au 6 juillet 2019.

## Déroulement et faits marquants
Lors de la cérémonie d'ouverture du festival, l'actrice Julianne Moore reçoit un globe de cristal pour sa carrière.
Le 6 juillet 2019, le palmarès est dévoilé : c'est le film bulgare La Saveur des coings (Bashtata) de Kristina Grozeva et Petar Valtchanov qui remporte le Globe de cristal.

## Jury
- Štěpán Hulík : scénariste
- Annemarie Jacir : réalisatrice
- Sergei Loznitsa : réalisateur
- Angelikí Papoúlia : actrice
- Charles Tesson : critique[3]

## Sélection

### Sélection officielle - en compétition
- Eva en août (La virgen de agosto) de Jonás Trueba  Espagne
- La Saveur des coings (Bashtata) de Kristina Grozeva et Petar Valtchanov  Bulgarie  Grèce
- Half-Sister (Polsestra) de Damjan Kozole  Slovénie  Macédoine
- La Belle Indifference de Kıvanç Sezer  Turquie
- Lara Jenkins (Lara) de Jan-Ole Gerster  Allemagne
- Let There Be Light Nech (je svetlo) de Marko Škop  Slovaquie  République tchèque
- The Man of the Future (El hombre del futuro) de Felipe Ríos  Chili  Argentine
- Monsoon de Hong Khaou  Royaume-Uni
- Mosaic Portrait (Ma sai ke shao nü) de Zhai Yixiang  Chine
- Ode to Nothing (Oda sa Wala) de Dwein Baltazar  Philippines
- Patrick (nl) de Tim Mielants  Belgique
- To the Stars de Martha Stephens  États-Unis

### Hors compétition
- Mystify: Michael Hutchence de Richard Lowenstein  Australie
- Old-Timers (Staříci) de Martin Dušek et Ondřej Provazník  République tchèque  Slovaquie
- The True Adventures of Wolfboy de Martin Krejčí  États-Unis

### East of West - en compétition
- La Maison d'Aga (Shpia e Agës) de Lendita Zeqiraj  Kosovo  Croatie  Albanie  France
- Arest de Andrei Cohn  Roumanie
- The Bull (Byk) de Boris Akopov  Russie
- A Certain Kind of Silence (Tiché doteky) de Michal Hogenauer  République tchèque  Pays-Bas  Lettonie
- Last Visit (Akher Ziyarah) de Abdulmohsen Aldhabaan  Arabie saoudite
- Mamonga de Stefan Malešević  Serbie  Bosnie-Herzégovine  Monténégro
- My Thoughts Are Silent (Moi dumki tikhi) de Antonio Lukich  Ukraine
- Nova Lituania de Karolis Kaupinis  Lituanie
- Passed by Censor (Görülmüştür) de Serhat Karaaslan  Turquie  Allemagne
- Scandinavian Silence (Skandinaavia vaikus) de Martti Helde  Estonie
- Silent Days (Hluché dni) de Pavol Pekarčík  Slovaquie  République tchèque
- Zizotek de Vardis Marinakis  Grèce

### Future Frames: Generation NEXT of European Cinema
- Beyond the North Winds: A Post Nuclear Reverie de Natalie Cubides-Brady  Royaume-Uni
- Get Ready With Me de Jonatan Etzler  Suède
- He Was Called Chaos (Bērziņš Viņu sauca Haoss Bērziņš) de Signe Birkova  Lettonie
- Sœurs Jarariju de Jorge Cadena  Suisse  Colombie
- Kid de Gregor Valentovič  Slovaquie
- The Last Children of Paradise (Die letzten Kinder im Paradies) de Anna Roller  Allemagne
- Playing (Hra) de Lun Sevnik  République tchèque
- Precious (Majkino zlato) de Irfan Avdić  Bosnie-Herzégovine
- A Siege (Ostrom) de István Kovács  Hongrie
- Touch Me (Was bleibt) de Eileen Byrne  Allemagne  Luxembourg

### Tribute toYoussef Chahine
- Alexandrie pourquoi ?
- Ciel d'enfer
- Gare centrale
- Papa Amin
- L'Aube d'un jour nouveau
- Le Démon du désert
- Adieu mon amour
- C'est toi mon amour
- Le Retour de l'enfant prodigue
- Saladin
- Le Sixième Jour

### Liberated
- Dans le feu des ardeurs royales (V záru královské lásky) de Jan Němec  Tchécoslovaquie
- The Inheritance or Fuckoffguysgoodday (Dědictví aneb Kurvahošigutntag) de Věra Chytilová  Tchécoslovaquie
- It's Better to Be Wealthy and Healthy Than Poor and ill (Lepšie byť bohatý a zdravý ako chudobný a chorý) de Juraj Jakubisko  Tchécoslovaquie
- Let's All Sing Around (Pějme píseň dohola) de Ondřej Trojan  Tchécoslovaquie
- Requiem for a Maiden (Requiem pro panenku) de Filip Renč  Tchécoslovaquie
- Smoke (Kouř) de Tomáš Vorel  Tchécoslovaquie
- Time of the Servants (Čas sluhů) de Irena Pavlásková  Tchécoslovaquie

## Palmarès

### Sélection officielle
- Globe de cristal du Festival de Karlovy Vary : La Saveur des coings (Bashtata) de Kristina Grozeva et Petar Valtchanov
- Prix spécial du jury : Lara Jenkins (Lara) de Jan-Ole Gerster
- Prix du meilleur réalisateur : Tim Mielants pour Patrick (nl)
- Prix de la meilleure actrice : Corinna Harfouch pour son rôle dans Lara Jenkins (Lara)
- Prix du meilleur acteur : Milan Ondrík pour son rôle dans Let There Be Light Nech (je svetlo)
- Mention spéciale du jury : (ex æquo) Eva en août (La virgen de agosto) de Jonás Trueba, et Antonia Giesen pour son rôle dans The Man of the Future (El hombre del futuro)

### East of West
- Meilleur film : The Bull (Byk) de Boris Akopov
- Prix spécial du jury : My Thoughts Are Silent (Moi dumki tikhi) de Antonio Lukich